# Magnònics
La magnònica és un camp emergent del magnetisme modern, que es pot considerar un subcamp de la física moderna de l'estat sòlid. La magnònica combina l'estudi de les ones i el magnetisme. El seu objectiu principal és investigar el comportament de les ones d'espín en elements de nanoestructura. En essència, les ones de spin són una reordenació propagadora de la magnetització en un material i sorgeixen de la precessió dels moments magnètics. Els moments magnètics sorgeixen dels moments orbitals i d'espín de l'electró, la majoria de vegades és aquest moment de spin el que contribueix al moment magnètic net.
kingdom of the planeDesprés de l'èxit del disc dur modern, hi ha molt d'interès actual en l'emmagatzematge de dades magnètics i l'ús d'ones de gir per a coses com la lògica "magnònica" i l'emmagatzematge de dades. De la mateixa manera, l'espintrònica busca utilitzar el grau de llibertat de spin inherent per complementar la propietat de càrrega ja exitosa de l'electró utilitzat en l'electrònica contemporània. El magnetisme modern s'ocupa d'aprofundir en la comprensió del comportament de la magnetització en escales de longitud molt petites (submicròmetres) i escales de temps molt ràpides (subnanosegons) i com això es pot aplicar per millorar o generar noves tecnologies i conceptes informàtics. Un dispositiu de parell magnon es va inventar i després es va perfeccionar al departament d'Enginyeria Elèctrica i Informàtica de la Universitat Nacional de Singapur, que es basa en aquests usos potencials, amb resultats publicats el 29 de novembre de 2019 a Science.
Un cristall magnònic és un metamaterial magnètic amb propietats magnètiques alternes. Igual que els metamaterials convencionals, les seves propietats sorgeixen de l'estructuració geomètrica, en lloc de la seva estructura de bandes o composició directament. Les petites deshomogeneïtats espacials creen un comportament macroscòpic efectiu, donant lloc a propietats que no es troben fàcilment a la natura. Mitjançant l'alternança de paràmetres com la permeabilitat relativa o la magnetització de saturació, existeix la possibilitat d'adaptar els intervals de banda "magnònics" al material. Ajustant la mida d'aquest bandgap, només els modes d'ona de spin capaços de creuar el bandgap podrien propagar-se pels mitjans, donant lloc a la propagació selectiva de determinades freqüències d'ona de spin. Vegeu Surface Magnon Polariton.

## Teoria
Les ones de gir es poden propagar en mitjans magnètics amb un ordre magnètic com ara ferroimants i antiferroimants. Les freqüències de precessió de la magnetització depenen del material i dels seus paràmetres magnètics, en general les freqüències de precessió són al microones d'1 a 100 GHz, les ressonàncies d'intercanvi en materials concrets poden fins i tot veure freqüències de fins a diversos THz. Aquesta freqüència de precessió més alta obre noves possibilitats per al processament de senyals analògics i digitals.
Les ones de gir tenen velocitats de grup de l'ordre d'uns pocs km per segon. L'amortiment de les ones de spin en un material magnètic també fa que l'amplitud de l'ona de spin disminueixi amb la distància, és a dir, la distància que poden recórrer les ones de spin que es propaguen lliurement sol ser només unes 10 de μm. L'amortiment de la magnetització dinàmica es té en compte fenomenològicament per la constant d'amortiment de Gilbert a l'equació de Landau-Lifshitz-Gilbert (equació LLG), el mecanisme de pèrdua d'energia en si no s'entén completament, però se sap que sorgeix microscòpicament de la dispersió magnon -magnon, dispersió i pèrdues de magnonfonons per corrents de Foucault. L'equació de Landau-Lifshitz-Gilbert és l'"equació de moviment" per a la magnetització. Totes les propietats dels sistemes magnètics, com ara el camp de polarització aplicat, l'intercanvi de la mostra, l'anisotropia i els camps dipolars, es descriuen en termes d'un camp magnètic "efectiu" que entra a l'equació de Landau-Lifshitz-Gilbert. L'estudi de l'amortiment en sistemes magnètics és un tema de recerca modern en curs. L'equació LL va ser introduïda el 1935 per Landau i Lifshitz per modelar el moviment de precessió de magnetització {\displaystyle \mathbf {M} } en un sòlid amb un camp magnètic efectiu {\displaystyle \mathbf {H} _{\mathrm {eff} }} i amb amortiment. Més tard, Gilbert va modificar el terme d'amortiment, que en el límit de l'amortiment petit dóna resultats idèntics. L'equació LLG és,
{\displaystyle {\frac {\partial {\textbf {m}}}{\partial t}}\,=\,-\gamma \,{\textbf {m}}\times {\textbf {H}}_{\mathrm {eff} }\,+\,\alpha \,{\textbf {m}}\times {\frac {\partial {\textbf {m}}}{\partial t}}\,.\qquad }
La constant {\displaystyle \alpha } és el paràmetre d'amortiment fenomenològic de Gilbert i depèn del sòlid, i {\displaystyle \gamma } és la relació giromagnètica d'electrons. Aquí {\displaystyle {\textbf {m}}={\textbf {M}}/{\mathrm {M} _{S}}\,.}
La recerca en magnetisme, com la resta de la ciència moderna, es duu a terme amb una simbiosi d'enfocaments teòrics i experimentals. Tots dos enfocaments van de la mà, els experiments posen a prova les prediccions de la teoria i la teoria proporciona explicacions i prediccions de nous experiments. La part teòrica se centra en la modelització numèrica i les simulacions, l'anomenada modelització micromagnètica. Programes com OOMMF o NMAG són solucionadors micromagnètics que resolen numèricament l'equació LLG amb condicions de límit adequades. Abans de l'inici de la simulació, s'especifiquen els paràmetres magnètics de la mostra i els detalls inicials de magnetització de l'estat fonamental i camp de polarització.